# جون بيشوب (كاتب)
جون بيشوب (بالإنجليزية: John Bishop)‏ هو كاتب سيناريو أمريكي، ولد في 3 مايو 1929 في مانسفيلد في الولايات المتحدة، وتوفي في 20 ديسمبر 2006 في باد هايلبريون في ألمانيا.

## وصلات خارجية
- جون بيشوب على موقع IMDb (الإنجليزية)
- جون بيشوب على موقع قاعدة بيانات برودواي على الإنترنت (الإنجليزية)
- جون بيشوب على موقع قاعدة بيانات الأفلام السويدية (السويدية)
- جون بيشوب على موقع قاعدة بيانات الفيلم (الإنجليزية)
- جون بيشوب على موقع كينوبويسك (الروسية)